# تیم ملی هندبال اردن
تیم ملی هندبال اردن نمایندهٔ کشور اردن در مسابقات بین‌المللی ورزش هندبال است.